# Schizoporella variabilis
Schizoporella variabilis is een mosdiertjessoort uit de familie van de Schizoporellidae. De wetenschappelijke naam van de soort is voor het eerst geldig gepubliceerd in 1855 door Joseph Leidy.

## Verspreiding
Schizoporella errata is een zwaar verkalkte korstvormend mosdiertjessoort die in twee vormen kan groeien: als een aangehechte dubbellaagse kolonie of als losse bryolieten. Deze soort werd voor het eerst beschreven vanuit het Italiaanse Napels en lijkt inheems te zijn in de Middellandse Zee. Het is overal in de Stille Oceaan geïntroduceerd en er zijn populaties bekend uit Californië, Hawaï, Amerikaans-Samoa, Nieuw-Zeeland en Australië. S. errata verdraagt brak water en is aangetroffen op zeegras, oesters, rotsen, palen, dokken en scheepsrompen. Omdat het een veelvoorkomend vervuilingsorganisme is, is de soort waarschijnlijk geïntroduceerd door verspreiding via de commerciële scheepvaart.